# (1152) Pawona
(1152) Pawona és l'asteroide número 1152 situat en el cinturó principal. Va ser descobert per l'astrònom Karl Wilhelm Reinmuth des de l'Observatori de Heidelberg-Königstuhl, el 8 de gener de 1930. La seva designació alternativa és 1930 AD. El nom és una combinació de les dues lletres inicials dels cognoms de Johann Palisa i Max Wolf al qual es va afegir la terminació femenina.